# Bärbel Podeswa
Bärbel Podeswa, née Weidlich le 8 décembre 1946 à Naumbourg (Saxe-Anhalt), est une athlète est-allemande, qui pratiquait le 100 m haies et participait aux relais 4 × 100 m.
Aux Championnats d'Europe de 1969, elle a remporté le titre en relais 4 × 100 m avec Renate Meißner, Regina Höfer et Petra Vogt et terminé deuxième du 100 m haies derrière sa compatriote Karin Balzer.
Bärbel Podeswa faisait partie du SC Chemie Halle. En compétition, son poids de forme était de 56 kg pour 1,60 m.

## Palmarès

### Championnats d'Europe d'athlétisme
- Championnats d'Europe d'athlétisme de 1969 à Athènes ( Royaume de Grèce)
  -  Médaille d'argent sur 100 m haies
  -  Médaille d'or en relais 4 × 100 m

### Jeux européens en salle
- Jeux européens en salle de 1968 à Madrid ( Espagne)
  -  Médaille d'argent sur 50 m haies

## Sources
- (de) Cet article est partiellement ou en totalité issu de l’article de Wikipédia en allemand intitulé « Bärbel Podeswa » (voir la liste des auteurs).